# SN 2006gm
SN 2006gm – supernowa typu Ia odkryta 28 sierpnia 2006 roku w galaktyce A225907-0037. W momencie odkrycia miała maksymalną jasność 21,50m.